# Efisio Marini

Efisio Marini

Efisio Marini (Cagliari, 13 aprile 1835 – Napoli, 11 settembre 1900) è stato uno scienziato italiano studioso di medicina e storia naturale, conosciuto anche con l'epiteto de "il Pietrificatore" per merito delle sue ricerche nel campo della conservazione di cadaveri e parti anatomiche.

## Biografia
Efisio Marini nacque all'interno di una famiglia di commercianti, numerosa e abbiente.
Dopo aver conseguito all'Università di Pisa le lauree in Medicina e Scienze Naturali fece ritorno, nel 1861, nella città natale ottenendo un incarico di assistente al Museo di Storia Naturale cittadino, incarico che però non riuscì a soddisfare le ambizioni dello scienziato.
Negli stessi anni, elaborò un metodo completamente personale di mummificazione che permette di pietrificare i cadaveri senza effettuare tagli o iniezioni sugli stessi, metodo che sarà poi in grado di invertire restituendo ai corpi il colore e la consistenza originali. Il primo successo con questo tipo di esperimento lo ottenne operando su un braccio umano.
Nonostante il valore delle sue scoperte, Marini non godette a Cagliari di una buona fama tra il popolo, che su di lui faceva girare epigrammi in lingua sarda improntati a scetticismo e timore superstizioso. Tuttavia, ciò che veramente feriva e indignava Marini era l'indifferenza, o addirittura l'ostilità, riservatagli dal modesto ambiente accademico cagliaritano, nel quale non avrebbe ottenuto la desiderata cattedra. Così, per ambizione e per disgusto verso l'università del capoluogo sardo, compiuti 30 anni lasciò Cagliari dopo aver gettato tutte le sue opere in mare, dal quale si dice traesse ispirazione.

### Gli anni di Napoli e i primi successi
Nel 1865 si trasferì a Napoli, dove stabilì legami con personaggi del mondo non scientifico come Giovanni Bovio, autore dell'epitaffio tuttora presente nell'atrio dell'università di Cagliari, e Salvatore di Giacomo.
Intanto la sua fama cresceva in tutta Europa e, nel 1867, fu invitato all'Esposizione Universale di Parigi, in occasione della quale pietrificò il piede di una mummia egizia restituendogli poi la consistenza naturale; grazie a quest'opera ottenne l'interessamento di Napoleone III, che diede al celebre chirurgo Nelanton il compito di controllare la validità del suo operato. Per questo servizio offerto al sovrano, Marini venne insignito della Legion d'Onore.
Lo stesso anno l'autorevole rivista medica "The Lancet" gli dedicò un articolo.
Marini, continuando a considerare il suo metodo di pietrificazione la chiave per accedere all'università di Cagliari, continuò a mantenerne gelosamente (e inutilmente) il segreto. In quegli anni mummificò personaggi celebri come Luigi Settembrini e il marchese d'Afflitto, ed espose i risultati del proprio lavoro a Vienna, Londra, Parigi, Milano, Torino e Roma. In tutte queste occasioni Marini mostrò la pietrificazione di sangue, organi interni e persino della mano di una giovane fanciulla (conservata a Sassari).
Lo scienziato pietrificò inoltre il sangue, raccolto sull'Aspromonte, di Giuseppe Garibaldi, modellandolo a forma di medaglione - oggetto che donerà all'Eroe dei due Mondi, il quale lo ringraziò con una lettera ufficiale.

### Gli ultimi anni
Tornato a Napoli prese ad esercitare la professione di medico, conducendo una vita disagiata, circondato da un alone sinistro creatosi intorno a lui grazie anche alla propria dimora, disseminata di reliquie anatomiche di persone e animali. In questo modo visse tristemente il resto dei suoi giorni, spendendo tutti i suoi averi nelle ricerche ed ossessionato dalla paura che il proprio segreto gli venisse rubato.
Morì a Napoli l'11 settembre del 1900 senza rivelare le formule per attuare il suo metodo di imbalsamazione.
Le sue opere sono conservate nel Museo Anatomico di Napoli. Inoltre, al  Muniss (Museo dell'Università di Sassari) è conservata la mano di una fanciulla pietrificata nel 1864 e donata nel 1876 da Efisio Marini alla città turritana come segno di gratitudine per una medaglia d'oro assegnatagli nello stesso anno, uno dei pochi riconoscimenti che gli riservò la sua terra d'origine.
Massone, fu membro della loggia Vittoria, fondata a Cagliari nel 1861.

### Dopo la morte
Nel 2001, lo scrittore Giorgio Todde fa di Efisio Marini il protagonista del romanzo Lo stato delle anime, cui seguiranno altri cinque romanzi sempre con la figura del detective-pietrificatore come protagonista.
Nel 2004, il Comune di Cagliari promuove la mostra "Efisio Marini, il Pietrificatore". Nel catalogo della mostra viene inserito un fumetto dedicato alla vita dello scienziato.
Nel febbraio del 2006, Corrado Zedda e Luigi Serra, componenti del gruppo di studio sulla figura di Efisio Marini, con la collaborazione del dott. Antonio Maccioni, primario del reparto di Anatomia Patologica del Santissima Trinità di Cagliari, hanno ottenuto l'autorizzazione da parte delle autorità competenti per la riesumazione del corpo pietrificato dello storico Pietro Martini. Purtroppo le pessime condizioni di conservazione hanno prodotto danni irreparabili sul corpo dell'illustre pietrificato.